# IC 4862
IC 4862 ist eine Balken-Spiralgalaxie vom Hubble-Typ SBbc im Sternbild Pfau am Südsternhimmel. Sie ist schätzungsweise 213 Millionen Lichtjahre von der Milchstraße entfernt und hat einen Durchmesser von etwa 85.000 Lj. 
Das Objekt wurde September 1900 von DeLisle Stewart entdeckt.